# Metryka Koronna

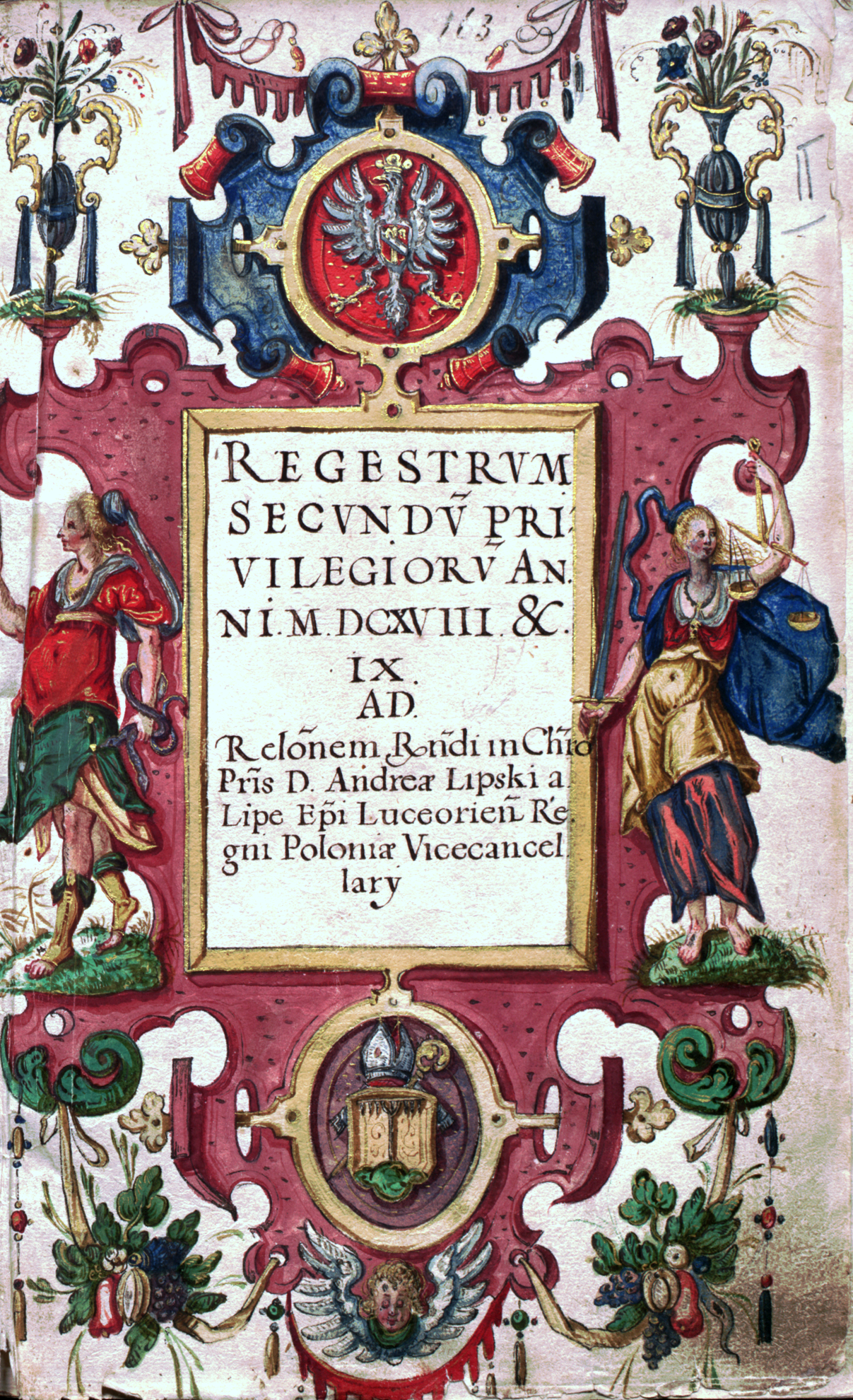
Księga wpisów Metryki Koronnej za podkanclerstwa Andrzeja Lipskiego z lat 1618–1619

Metryka Koronna, właściwie Metryka Królestwa Polskiego (łac. Metrica Regni Poloniae) – w dawnej Polsce księgi wpisów akt, dokumentów i listów wychodzących z kancelarii monarchy prowadzone od początków XV w. do 1795; archiwalne księgi metrykalne znajdują się w zbiorach Archiwum Głównego Akt Dawnych w Warszawie.

## Metryka
Najstarsza znana księga Metryki Koronnej pochodzi z roku 1447. Księgi metryki dzieliły się w zależności od podmiotu prowadzącego na kanclerskie i podkanclerskie. Nie było między nimi różnic merytorycznych, tak jak nie było rozdzielenia zakresu obowiązków pomiędzy kanclerzem a podkanclerzym. Wpisu dokonywano do księgi tego dygnitarza, którego kancelaria sporządziła dokument. Robili to pracujący w kancelariach powyższych urzędników zaprzysiężeni pisarze. Ich praca polegała na skopiowaniu do metryki dokumentu w całości. Wtedy gdy dokonywano jednocześnie wpisu kilku dokumentów o tej samej treści (np. indywidualne przywileje), jeden wpisywano w całości, a z pozostałych tworzono regesty.
Początkowo nie wszystkie dokumenty były oblatowane w księgach, ale wraz z upływem czasu zwyczaj wpisywania dokumentów do Metryki Koronnej przerodził się w obowiązek. Wraz z rozwojem organizacji państwa wzrastał też zakres spraw objętych wpisami.

## Rozwój ksiąg
Do lat 80. XV wieku istniały jedynie Libri Inscriptionum (Księgi Wpisów), odrębnie dokonywano tylko wpisów dotyczących spraw skarbowych monarchy (lustracje i rewizje dóbr królewskich). Pod względem rzeczowym przedmiotem wpisów do Libri Inscriptionum były przykładowo: nadania i potwierdzenia nadań królewskich, nominacje, ogłoszenia wici, uchwały sejmowe, zwoływanie sejmów i sejmików.
Pod koniec XV wieku wyodrębniono trzecią serię ksiąg, dotyczącą głównie spraw zagranicznych – Libri Legationum (Księgi Poselstw). Tu wpisywano korespondencję dyplomatyczną (również przychodzącą), listy uwierzytelniające, instrukcje dla posłów wysyłanych za granicę, sprawozdania posłów, układy i traktaty międzypaństwowe. Zgodnie z dosłowną nazwą księgi zamieszczano tu również wyciągi z mów posłów sejmowych, instrukcje posłów otrzymywane od sejmików, postanowienia sejmowe, a także korespondencję z miastami królewskimi i dygnitarzami koronnymi.
W połowie XVI wieku powstała kolejna seria ksiąg dotycząca początkowo spraw sądu asesorskiego, a później również referendarskiego, relacyjnego i sejmowego. Wcześniej wpisów tych dokonywano do ksiąg ziemskich krakowskich.
W połowie XVII wieku wyodrębniono serię ksiąg zatytułowaną Sigillata (Księga Pieczętna). Jej powstanie wiązało się z tym, że w XVII wieku dopuszczono do stosowania zasadę, że do Metryki Koronnej, podobnie jak do ksiąg grodzkich czy ziemskich, osoby prywatne mogą wnosić do oblaty ważne dla nich dokumenty. Wpisy dotyczące spraw prywatnych (transakcje sprzedaży i zamiany dóbr, zabezpieczenia posagów itp.) zdominowały wtedy Libri Inscriptionum. W Sigillata zaczęto umieszczać dokumenty oficjalne, mające moc prawną (zaopatrzone pieczęcią kanclerską, większą – kanclerza lub mniejszą – podkanclerzego).
W latach 30. XVIII wieku powstała seria Księgi Kanclerskie (Spraw Publicznych). Tu wciągano dokumenty i listy królewskie dotyczące spraw publicznych i politycznych, jak również nadania, potwierdzenia i zezwolenia królewskie. W 1764 roku Księgi Kanclerskie podzielono rzeczowo na 4 grupy: nadania urzędów i tytułów, inne nadania i zezwolenia królewskie, potwierdzenia królewskie, zarządzenia i decyzje króla w formie listów, reskryptów i glejtów.
W 1539 roku włączono do Metryki Koronnej księgi wpisów kancelarii książąt mazowieckich. Od unii lubelskiej do 1673 roku odrębnie prowadzona była Metryka Ruska (Wołyńska).

## Historia ksiąg
Księgi Metryki Koronnej przechowywano początkowo w Krakowie, a od czasów Zygmunta III Wazy w Warszawie. W czasie potopu szwedzkiego Metryka Koronna została wywieziona do Szwecji. Udało ją się w całości rewindykować po wojnie i wtedy też zdano sobie sprawę z możliwości utraty ksiąg stanowiących szczegółowy zapis działalności państwa od ponad dwóch wieków. Dlatego dokonano dokładnej inwentaryzacji i spisu Metryki. W 1795 roku Rosjanie wywieźli całą Metrykę do Petersburga. W 1799 roku większość ksiąg Metryki Koronnej wróciła do pruskiej Warszawy i tu została, z epizodem w latach 1812–1813, gdy Libri Inscriptionum zostały wywiezione do Saksonii, skąd wróciły bez strat. Resztę udało się odzyskać po zawarciu pokoju ryskiego (1921). Obecnie księgi Metryki Królestwa Polskiego są przechowywane w Archiwum Głównym Akt Dawnych w Warszawie.
Całość ksiąg wpisów Metryki Koronnej została zdigitalizowana i jest udostępniona w serwisie Polskiego Towarzystwa Heraldycznego (pther.eu) w ramach grantu pod kierunkiem prof. dr hab. Sławomira Górzyńskiego: Metryka Koronna Księgi Wpisów, digitalizacja i udostępnienie jej w Internecie, nr projektu 0007/NPRH2/H11/81/2012.

## Metryka Litewska

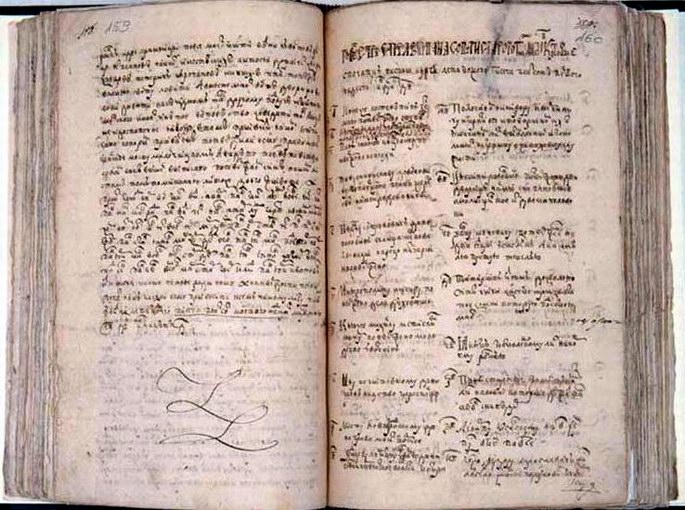
Wpisy w Liber Inscriptionum Metryki Litewskiej 1511-1518

W tym samym czasie co Metryka Koronna powstała również Metryka Litewska (pierwsze zapisy z 1440 roku). Rozwijała się ona podobnie jak Metryka Koronna i dzieliła jej losy aż do 1795 roku. Wpisy w Metryce Litewskiej były dokonywane w języku ruskim (starobiałoruskim) i po łacinie, a od końca XVII wieku po polsku i po łacinie. Do dziś pozostaje w Rosji i jej księgi są przechowywane w Centralnym Państwowym Archiwum Akt Dawnych (Centralnyj Gosudarstwiennyj Archiw Driewnich Aktow) w Moskwie. W warszawskim AGAD znajduje się część serii polskiej transkrypcji oryginalnych ksiąg oraz Summariusz Metryki Litewskiej za lata 1474–1751 odzyskany na mocy postanowień traktatu ryskiego.
Metryka Koronna i Litewska stanowią bezcenne źródła do historii Polski. Część ksiąg jest w kiepskim stanie z powodu upływu czasu. Już w XVIII wieku 11 ksiąg najbardziej uszkodzonych zostało przepisanych. Archiwum Główne Akt Dawnych prowadzi działania mające na celu zapobieżenie dalszemu postępowi działania czasu.